# Bessie
(South Bay) Bessie ist der Name eines Seeungeheuers, das angeblich im Eriesee leben soll.

## Beschreibung
Bessie soll eine zwischen 10 und 13 Meter lange, schlangenähnliche Kreatur von grauer Farbe sein. Angeblich soll sie sich im Wasser und an Land fortbewegen können.

## Sichtungen
Bessie wurde erstmals 1817 gesichtet. Danach setzte, angespornt durch den Aprilscherz einer Zeitung im Jahr 1912, eine Welle absichtlicher Falschmeldungen ein, die bis in die 1990er Jahre hinein reichte. Offenbar waren auch örtliche Behörden beteiligt, mit dem Ziel, Touristen in die Gegend zu locken.
1931 behaupteten zwei Männer, Bessie in der Sandusky Bay gefangen zu haben. Das angebliche Ungeheuer entpuppte sich aber schnell als ein Heller Tigerpython. Es stellte sich heraus, dass die Schlange einem fahrenden Zirkus gehörte, dem einer der beiden Männer angehörte.

## Mögliche Erklärungen
In der Gegend um Sandusky gab es viele Störe; im 19. Jahrhundert galt sie als eine der amerikanischen Hochburgen für Kaviar. Da Störe über drei Meter Länge erreichen und aufgrund ihres urtümlichen Aussehens mit Reptilien verwechselt werden können, glauben viele, bei Bessie handle es sich nur um einen großen Stör. 
1998 wurde im Eriesee ein Exemplar von 2,30 Metern Länge und 250 Pfund Lebendgewicht gefangen.